# Лук'янець Соломія Андріївна
Соломі́я Андрі́ївна Лук'яне́ць (нар. 24 квітня 2001, Київ, Україна) — українська співачка, що володіє унікальним голосом (колоратурне сопрано), який охоплює три октави. Стипендіатка Президентського фонду «Україна» Л. Д. Кучми.

## Життєпис
Співати Соломійка почала у дворічному віці. Мати постійно програвала касети з класичною музикою і Соломія стала повторювати слова пісні за співачкою. До трьох років тричі на тиждень у будь-яку погоду мама возила її з Троєщини до музичної школи раннього розвитку, де Соломія щодня співала, мала уроки фортепіано та сольфеджіо, ходила на бальні танці.
Вчилася співати у Київській музичній школі ім. Лисенка, грає на фортепіано. Брала уроки гри на флейті, щоб розробляти дихання.
У восьмирічному віці переїхала до Берліна, де навчалася грати на флейті у музичній гімназії ім. Баха, тому що на вокальне відділення приймають лише з 16 років.
Соломія брала участь у багатьох регіональних та міжнародних конкурсах, на яких займала призові місця. Переможниця конкурсу «Крок до зірок» у 2008 році. Вона посіла перше місце в популярному конкурсі «Дитяча Нова Хвиля 2009».
Соломія у 2011 році завоювала звання «Гордість країни» у номінації «Рідкісний талант».
Юна вокалістка також стала фіналісткою вокального телешоу «Голос. Діти» в Україні на початку 2013 року.
У 2015 році на шоу талантів «Голос. Діти» (The Voice of Germany) в Німеччині під час сліпого прослуховування Соломія Лук'янець заспівала двома мовами, італійською та англійською, чудову пісню «Час прощатися» (італ. Con te partirò / англ. Time To Say Goodbye), написану Франческо Сарторі (музика) та Лучіо Кварантото (текст) для Андреа Бочеллі, який вперше виконав її на фестивалі в Сан-Ремо у 1995 році.
Соломію зарахували до Національного реєстру рекордів України як наймолодшу оперну співачку країни.
У листопаді 2016 року Соломія Лук'янець здобула Гран-прі міжнародного співочого конкурсу «Тріумф мистецтва» (Triomphe de l'Art) у 1-ій віковій групі від 15 до 19 років, який проходив з 7 по 12 листопада у Королівській консерваторії в Брюсселі. Співала арію ляльки Олімпії з опери Жака Оффенбаха «Казки Гофмана» та пісню Володимира Верменича «Чорнобривців насіяла мати». Коли виконувала останню композицію, всі жінки, які сиділи у журі, плакали, хоч і не розуміли слів пісні.
В інтерв'ю «Радіо Свобода» Соломія Лук'янець сказала:

| «Я мрію над усе стати оперною співачкою, співати на великих сценах. Я люблю театр, я люблю костюми — яскраві, пишні! У своїй майбутній роботі я могла б поєднати ці захоплення: співати оперу на сцені у красивому розкішному вбранні» |
| «Заради популярності я ніколи б не погодилася змінитися. Лише заради того, щоб стати такою, якою мене хотіли б бачити люди, – не бачу в цьому сенсу. Навіщо тоді жити? Кожна людина – індивідуальність. Риса, котра відрізняє мене від інших – оперний спів» |
У жовтні 2017 Соломія завоювала 1-е місце і приз глядацьких симпатій на V Міжнародному конкурсі оперного співу Юлія Перотті, який відбувався в німецькому місті Юкермюнде.

### Родина
Походить Соломія з сім'ї музикантів: мати Олена закінчила консерваторію, клас фортепіано, батько Андрій грає на ударних, працює за контрактом у Берліні. Мама також там працює — вчить дітей грати на фортепіано. Дідусь — музикант та педагог Олександр Блінов (1952—2021). Прадідусь — музикант та педагог Євген Блінов (1925—2018). Тітка — солістка Віденської опери Вікторія Лук'янець.